# Ottokar Lehrner
Ottokar Lehrner (* 1966 in Mödling, Niederösterreich, nach anderen Quellen in Wien) ist ein österreichischer Schauspieler und Autor.

## Leben

### Ausbildung
Lehrner wuchs in Traiskirchen, südlich von Wien, auf. Die Schule besuchte er in Baden bei Wien. Im Alter von 17 Jahren entschied er sich, Schauspieler zu werden. Im Alter von 18 Jahren zog er nach Wien, machte dort seine Matura und absolvierte anschließend seinen Zivildienst. Seine Schauspielausbildung erhielt er an der Schauspielschule des Wiener Volkstheaters, wo er 1990 auch seinen Schauspielabschluss machte. Später besuchte er in München, Wien und Los Angeles Filmschauspielkurse. Im Winter 1996/97 studierte er Filmregie an der New York Film Academy.

### Theater
Schon während seiner Ausbildung spielte er Theater. Lehrner wirkte mittlerweile in über 20 Produktionen in Wien, München, Villach, Klagenfurt, Bregenz und in Berlin (Freie Volksbühne). Außerdem unternahm er Tourneen im deutschsprachigen Raum. Auf der Bühne spielte er ein breites Repertoire, das Stücke von Shakespeare, der Weimarer Klassik, der Jahrhundertwende  und der Moderne umfasste. Er spielte zahlreiche klassische Hauptrollen, u. a. Romeo in Romeo und Julia, den Hamlet und Mortimer in Maria Stuart.
1998 spielte er am Metropoltheater München in Bernard-Marie Koltès’ Zweipersonenstück In der Einsamkeit der Baumwollfelder. 2002–2003 war er mit dem Tourneetheater Kempf auf Tournee, als Wurm in Kabale und Liebe (Regie: Celino Bleiweiß). 2004/2005 war er, an der Seite von Marion Kracht, beim Tourneetheater Kempf mit der Komödie Die ist nicht von gestern von Garson Kanin (Deutsch von Pascal Breuer) auf Deutschland-Tournee; er spielte die männliche Hauptrolle, den Reporter Paul Verrall. Die Inszenierung wurde dann anschließend 2006/2007 in über 60 Vorstellungen en suite an der Komödie im Bayerischen Hof gespielt. 2008/2009 war er in einer Produktion des a.gon Tourneetheaters mit dem Stück Liebeslügen von Michael McKeever auf Deutschland-Tournee; Lehrner spielte die Rolle des Sohnes Christian Knight, an der Seite von Diana Körner und Wolfgang Hinze als Elternpaar.
2010/2011 gastierte er beim Seefestival Wustrau in Brandenburg. 2010/2011 spielte er in einer Produktion des a.gon Tourneetheaters, an der Seite von Silvia Seidel als Malerin und Putzfrau Camille, den Koch und Lebemann Franck in dem Stück Zusammen ist man weniger allein. Außerdem war er 2010/2011 mit dem a.gon Tourneetheater wieder auf Deutschland-Tournee. In dem Kriminalthriller Mörderische Phantasien von Bernard Slade verkörperte er, an der Seite von Peter Fricke, Irene Clarin und Linde Fulda, den kriminellen Stiefsohn Simon. Mit dieser Produktion gastierte er im Januar 2011 auch im Frankfurter Fritz Rémond Theater.  Von 2013 bis 2015 und erneut ab Februar 2016 war er mit dem a.gon Tourneetheater dann mit dem Stück König der Herzen nach Alister Beaton auf Deutschland-Tournee.
Neben seiner Tätigkeit als Theaterschauspieler trat er mit mehreren Solo-Projekten auf, teilweise mit Live-Musik, so 2007 mit literarischen Programmen zu De Sade und François Villon. Ein Villon-Programm spielte er 2016 auch im Tangoloft Berlin. Außerdem trat er mit Programmen über Mozart, Egon Schiele und Arthur Rimbaud hervor. Bei seinen literarischen Abenden und Shows ist er zugleich auch als Autor und Regisseur tätig.

### Film und Fernsehen
Seit Mitte der 1990er Jahre arbeitet Lehrner regelmäßig auch für Film und Fernsehen. Er spielte in Kinofilmen, zahlreichen Fernsehfilmen und war in verschiedenen Fernsehserien in durchgehende Serienrollen und in Episodenrollen zu sehen.
In der Fernsehserie Alle meine Töchter spielte er in der 4.–6. Staffel (1998–2001) die durchgehende Serienhauptrolle des Grafen Beat von Wettenberg. 1999–2001 hatte er eine wiederkehrende Seriennebenrolle in der österreichischen Fernsehserie Schlosshotel Orth, wo er Markus Stelzer, den Freund der Rezeptionsgehilfin Pepi (Birgit Linauer) spielte. In der ARD-Fernsehreihe Die Alpenklinik spielte er in den ersten beiden Episoden, die 2006 und 2007 erstausgestrahlt wurden, den Krankenpfleger Paul Hartling.
Episodenrollen hatte er u. a. in den Serien Anwalt Abel (1997; als Musiker und mutmaßlicher Raubmörder Dave Pollak), Nicht von schlechten Eltern (1998), Medicopter 117 – Jedes Leben zählt (1998), Die Wache (1999), Die Kommissarin (1999; als Robert Schneider, der undurchsichtige jüngere Bruder des Toten), In aller Freundschaft (2001; als Jens Novak, dessen Freundin Opfer von sexuellem Missbrauch in der Familie wurde), Hallo Robbie! (2002; als Segler Jens Weirich und Vater einer gehörlosen Tochter), Forsthaus Falkenau (2003), Küstenwache (2003), Kommissar Rex (2004; als Pfleger Lexa), SOKO Donau (2005; als Franz Majewski, der verdächtige Betriebsleiter eines Delikatessengeschäfts) und SOKO Kitzbühel (2006; als Eric Kastner, der tatverdächtige Inhaber einer Reinigungsfirma, der früher im Rotlichtmilieu als Personenschützer tätig war).
Im 12. Film der ZDF-Fernsehserie Frühling mit dem Titel  Schritt ins Licht (Erstausstrahlung: Januar 2017) war Lehrner an der Seite von Simone Thomalla und Saskia Vester in einer Hauptrolle zu sehen; er spielte den gehörlosen Holzschnitzer Hans Lohmeyer. In der 14. Staffel der österreichischen TV-Serie SOKO Donau (2018) übernahm Lehrner eine der Episodenhauptrollen als Dorfpolizist Roland Hardlinger, der die Tatbeteiligung seiner Tochter zu verschleiern versucht. In der 3. Staffel der ARD-Vorabendserie Wapo Berlin (2022) spielte Lehrner eine der Episodenhauptrollen als tatverdächtiger Trickbetrüger und Vater der WaPo-Ermittlerin Marlene Weber (Oska Melina Borcherding).

### Privates
Lehrner ist mit der gehörlosen gelernten Schneiderin und Modedesignerin Tabea Lehrner verheiratet, die eine eigene Boutique in Berlin-Prenzlauer Berg führt. Seine Frau entwirft auch die passenden, zeitbezogenen Kostüme für Lehrners Solo-Abende.
Aus Liebe zu seiner Frau lernte er innerhalb von zwei Monaten die Gebärdensprache, die er fließend beherrscht. Die Kinder wachsen zweisprachig (Wort und Gebärdensprache) auf. Die Beziehung von Tabea und Ottokar Lehrner wurde u. a. im ARD-Fernsehmagazin Brisant und im MDR-Magazin selbstbestimmt! filmisch dokumentiert. Aus der Ehe gingen Zwillinge (ein Junge und ein Mädchen) hervor, die hörend geboren wurden.
1997 zog Lehrner von Österreich nach Deutschland, wo er zuerst in München lebte. Seit 1998 lebt er in Berlin, zuerst in Berlin-Kreuzberg, aktuell in Berlin-Wedding.

## Filmografie (Auswahl)
- 1994: Höhenangst (Kinofilm/Österreich)
- 1997: Anwalt Abel (Fernsehserie, Folge: Erpresserspiel)
- 1997: Tatort: Hahnenkampf (Fernsehreihe)
- 1997: Die Sexfalle (Fernsehfilm)
- 1997: Die Babysitterin – Schreie aus dem Kinderzimmer (Fernsehfilm)
- 1998: Nicht von schlechten Eltern (Fernsehserie, Seriennebenrolle)
- 1998: Medicopter 117 – Jedes Leben zählt (Fernsehserie, Folge: Blinde Wut)
- 1998: Das Finale (Fernsehfilm)
- 1998: Polizeiruf 110: Tod und Teufel (Fernsehreihe)
- 1998–2001: Alle meine Töchter (Fernsehserie, Serienhauptrolle)
- 1999: Gefährliche Wahrheit (Fernsehfilm)
- 1999: Die Wache (Fernsehserie, Folge: Neue Ohren)
- 1999: Die Kommissarin (Fernsehserie, Folge: Die große Versuchung)
- 1999–2001: Schlosshotel Orth (Fernsehserie, Seriennebenrolle)
- 2001: Der Bestseller – Millionencoup auf Gran Canaria (Fernsehfilm)
- 2001: In aller Freundschaft (Fernsehserie, Folge: Spätfolgen)
- 2001: Jetzt bringen wir unsere Männer um (Fernsehfilm)
- 2002: Kolle – Ein Leben für Liebe und Sex (Fernsehfilm)
- 2002: Hallo Robbie! (Fernsehserie, Folge: Alarm im Möwennest)
- 2003: SOKO Kitzbühel (Fernsehserie, Folge: Ein tiefer Fall)
- 2003: Forsthaus Falkenau (Fernsehserie, Folge: Fuchsjagd)
- 2003: Küstenwache (Fernsehserie, Folge: Gefährliche Versuchung)
- 2003: Alpenglühen (Fernsehfilm)
- 2004: Kommissar Rex (Fernsehserie, Folge: Nachts im Spital)
- 2005: SOKO Donau (Fernsehserie, Folge: Delikatessen)
- 2006: SOKO Kitzbühel (Fernsehserie, Folge: Schmuckstücke)
- 2006: Die Alpenklinik (Fernsehreihe)
- 2007: Die Alpenklinik – Eine Frage des Herzens (Fernsehreihe)
- 2017: Frühling – Schritt ins Licht (Fernsehreihe)
- 2018: SOKO Donau (Fernsehserie, Folge: Alte Indianer)
- 2019: Hubert ohne Staller (Fernsehserie, Folge: Jäger des verlorenen Hutes)
- 2022: WaPo Berlin (Fernsehserie, Folge: Ohne Worte)
- 2025: Tatort: Borowski und das hungrige Herz (Fernsehreihe)
- 2025: Wilma will mehr (Kinofilm)